# Federación Española de Bádminton
Die Federación Española de Bádminton (FESBA) ist die oberste nationale administrative Organisation in der Sportart Badminton in Spanien. Der Verband wurde am 28. Dezember 1983 gegründet.

## Geschichte
Obwohl die Spanish International bereits seit 1974 ausgetragen wurden, entstand der nationale spanische Verband erst 1983. Der Verband wurde nach der Gründung umgehend Mitglied in der Badminton World Federation, damals als International Badminton Federation bekannt, und im kontinentalen Dachverband Badminton Europe, zu der Zeit noch als European Badminton Union firmierend. 1982 starteten auch die nationalen Titelkämpfe, 1987 die Junioren- und Mannschaftsmeisterschaften.

## Bedeutende Veranstaltungen, Turniere und Ligen
- Spain Masters
- Spanish International
- Spanish Juniors
- Spanische Meisterschaft
- Mannschaftsmeisterschaft
- Juniorenmeisterschaft

## Bedeutende Persönlichkeiten

### Präsidenten
| Nr. | Name                       | Zeitraum  |
| --- | -------------------------- | --------- |
| 1   | José Luís Vila Piñeiro     | 1984–1996 |
| 2   | Francisco Carracedo Arranz | 1997–1999 |
| 3   | Manuel Hernández Vázquez   | 1999–2004 |
| 4   | David Cabello Manrique     | 2004–     |